# ベルスタ
ベルスタ (ヴェルスタ、ヴィエルスタ；ロシア語:верста；ラテン文字転写の例:versta) は、かつてロシアなどで使用されていた長さ（距離）の単位である。

## 概要
日本語では、ロシアの里ということで露里（ろり）と訳されることがある。
1ベルスタは500サージェンに等しい。SIでは約1066.8メートルとなる。
ベルスタ (верста) は単数形であり、複数形はビョールスティ (ヴョールストィ；вёрсты) である。日本語では複数であっても「ベルスタ」と訳すのが通例となっている。英語などいくつかの言語では、複数形の生格ビョールスト（вёрст）に由来する語が単数形として扱われている（例: 英語では単数がverst、複数形がversts）。

## ベルスタが用いられるロシアのことわざ
現在でも以下のことわざとして用いられる。
Бешеной собаке семь вёрст не крюк
狂犬は7ヴェルスタもものとせず
Слышно за версту
1ヴェルスタの距離からも聞こえる